# Melanoplus lanthanus
Melanoplus lanthanus is een rechtvleugelig insect uit de familie veldsprinkhanen (Acrididae). De wetenschappelijke naam van deze soort is voor het eerst geldig gepubliceerd in 1970 door Hewitt & Skoog.